# Крымская социалистическая советская республика
Крымская Советская Социалистическая Республика — советская республика, существовавшая в Крыму с 6 мая по 26 июня 1919 года. Столица — Симферополь.

## История
В феврале 1919 года, в результате успехов РККА на Юге России, крымскими большевистскими деятелями был поднят вопрос о создании в Крыму советской республики (после того как произойдёт установление советской власти на полуострове). Результатом этого стала беседа представителя крымского большевистского подполья Ю. П. Гавена (Я. Э. Дауман) с В. И. Лениным, на котором последний принял решение в пользу плана Крымской республики: «Ваше предложение будет санкционировано. Поговорите с тов. Сталиным в Наркомате о вытекающих из него практических вопросах. По всему видно, что в ближайшее время Красная Армия очистит Украину и Крым от белогвардейцев и вы сможете вернуться в Крым для осуществления наших задач. Старайтесь избегать прежних ошибок. Национальный вопрос требует самого вдумчивого и осторожного отношения»
В апреле 1919 года части 2-й бригады Заднепровской дивизии заняли Крым, вытеснив с его территории (за исключением Керченского полуострова) белогвардейцев и англо-французских интервентов. Сразу после освобождения Симферополя крымскими большевиками была развёрнута деятельность по формированию крымского советского правительства. 17 апреля 1919 г. В.А. Антонов-Овсеенко телеграфировал А.Е. Скачко: «В Крыму создается свое правительство». 23 апреля состоялось собрание Мусульманского бюро при Крымском обкоме КП(б)У. В газете «Известия Феодосийского военно-революционного комитета» была опубликована заметка об этом собрании, в которой сообщалось: «До установления в Крыму автономной Советской республики, Центр нашел необходимым учредить в Крыму временной Совнарком из 9 комиссаров, из числа которых 4 места Областным Комитетом решено предоставить татарам, им же представляется место управляющего делами Совнаркома». На нём присутствовали Ю.П. Гавен, который представлял ЦК РКП(б) и донёс до присутствующих поручение наркома по делам национальностей РСФСР И.В. Сталина об организации временного крымского правительства, подтверждённое председателем СНК УССР Х.Г. Раковским. Максимальный срок исполнения полномочий временного СНК Крыма был обозначен в 2 месяца.
Также 23 апреля 1919 года состояло заседание Политбюро ЦК РКП(б), на котором было принято решение «признать желательным создание Крымской советской республики».

28-29 апреля состоялась VI Крымская областная конференция РКП(б), проходившая в Симферополе 28—29 апреля 1919 года, на которой было принято решение поддержать решение Политбюро ЦК РКП(б) образовании Крымской советской республики.  
4 мая 1919 года состоялось первое заседание Временного рабоче-крестьянское правительство Крымской ССР, на котором был определён состав Президиума правительства). 6 мая 1919 года была опубликована Декларация правительства, в которой провозглашались задачи республики: создание регулярной Красной армии, организация советской власти на местах и подготовка съезда Советов. Декларация объявляла КССР не национальным, а территориальным образованием, заявлялось о равноправии всех национальностей в Крыму, о национализации промышленности и конфискации помещичьих, кулацких, церковных земель. 15 мая 1919 года был создан РВС Крымской республики (председатель – П. Е. Дыбенко). Были предприняты усилия по восстановлению выпуска продукции на кожевенных, консервных заводах, табачных фабриках.
Состав правительства:
- исполняющий обязанности председателя Совнаркома[5], а также нарком здравоохранения и социального обеспечения — Д. И. Ульянов (член Президиума),
- нарком внутренних дел – Ю. П. Гавен (Дауман) (член Президиума),
- нарком иностранных дел – С. М. Меметов (член Президиума) (член Мусульманского бюро при Крымском областном комитете КП(б)У-РКП(б)),
- нарком юстиции – Ибрагим Арабский (впоследствии его сменил И. Н. Семенов), (член Мусульманского бюро при Крымском областном комитете КП(б)У-РКП(б)),
- нарком по военным и морским делам – П. Е. Дыбенко (член Президиума),
- нарком просвещения – И. А. Назукин,
- нарком продовольствия и торговли – С. Д. Вульфсон (Давыдов), (член Президиума),
- нарком земледелия – С. И. Идрисов, (член Мусульманского бюро при Крымском областном комитете КП(б)У-РКП(б)),
- нарком труда – И. М. Полонский (Стёпа),
- нарком финансов, путей сообщения, почт и телеграфов, а также председатель совнархоза – Я. Ф. Городецкий,
- управляющий делами правительства – А. А. Боданинский (член Мусульманского бюро при Крымском областном комитете КП(б)У-РКП(б)),
- нарком по делам национальностей – И. К. Фирдевс (член Мусульманского бюро при Крымском областном комитете КП(б)У-РКП(б)).

Уроки неудачной политики прежнего советского правительства по национальному вопросу были учтены: в СНК вошли пять крымских татар (Меметов, Идрисов, Арабский, Фирдевс и Боданинский).
- Деятели Крымской социалистической советской республики
- Д. И. Ульянов (1874—1943)
- П. Е. Дыбенко (1889—1938)
- Гавен Ю. П. (1884-1936)
- И. А. Назукин (1892—1920)
- Е. Р. Багатурьянц  (1889 — 1960)
- Фирдевс И. К. (1888— 1937)
- Боданинский А. А. (1866-1920)

Большевики не закрыли все ранее выходящие издания. Выходят «Известия» Симферопольского ВРК, «Таврический (затем Крымский) Коммунист», «Борец за Коммунизм», «Борьба» (орган левых эсеров), меньшевистского направления «Наша Газета» (в Ялте).
28 мая 1919 года Политбюро ЦК РКП(б) приняло директиву, в которой, помимо прочего, сообщалось: «Принято в качестве директивы, что правительство действует на правах губисполкома, подчиняясь ВЦИК и соответствующим Наркомам по принадлежности... 1. Руководство всеми комиссариатами Крыма принадлежит соответствующим Нар. Комиссарам РСФСР, распоряжения которых обязательны для наркомов Крыма». Тем не менее, это не привело к утрате государственности Крымской ССР, о чём говорит включение Крыма в текст постановления ВЦИК «О военном союзе советских республик России, Украины, Латвии, Литвы и Белоруссии» от 1 июня 1919 г., а также продолжение деятельности государственных органов Крыма в штатном режиме.
С конца мая 1919 года в ходе наступления войск А. И. Деникина у белых появилась возможность вновь овладеть территорией Крыма. 18 июня 1919 года в районе Коктебеля высадился десант Вооружённых сил Юга России под командованием Я. А. Слащёва. Крымский обком РКП(б) 23—26 июня 1919 года провёл эвакуацию органов власти республики в Херсон (губернский город Херсонской губернии) и в Москву. В июне 1919 года Крым был занят белогвардейскими войсками.

## Карательно-репрессивная политика правительства Крымской ССР
В этот период массового террора не наблюдалось. 14 апреля 1919 года — спустя всего 3 дня после вступления красных войск в Симферополь, — была образована Симферопольская чрезвычайная комиссия (будущая Таврическая ЧК). Кроме неё в Крыму действовали шесть прифронтовых ЧК (прекратившись свою деятельность 8 мая 1919 года) и несколько особых отделов. Одновременно Крым был покрыт сетью городских и уездных ЧК, подконтрольных местных военно-революционным комитетам (ревкомам). Кроме ЧК и особых отделов, карательно-репрессивные функции осуществляли военные коменданты, подконтрольные командованию Крымской Советской армии (сформирована 5 мая 1919 года).
Особенностью крымских условий в этот период было то, что в политической жизни полуострова, кроме большевиков, открыто принимали участие другие левые партии Крыма — эсеры, меньшевики, анархисты. Военное командование дислоцированных в Крыму советских войск (под началом П. Е. Дыбенко) настаивало на «более решительных мерах» в отношении реальных и мнимых врагов советской власти, однако многие местные руководители твёрдо противились самочинным расправам и стремились воплотить в жизнь российского советского руководства на сворачивание красного террора.
19 мая 1919 года было принято решение вместо органов ЧК образовать в Крыму Особый отдел при Реввоенсовете Крымской Красной армии. В основных городах Крыма были образованы контрольные пункты указанного Особого отдела, которые взяли на себя функции одновременно органов военной контрразведки и местных ЧК, которых, однако, лишили права проведения расстрелов, превратив их в следственные органы
Известно о случаях неконтролируемых властями репрессий — так, за несколько дней до Пасхи 1919 года, рядовые красноармейцы отвели на пустырь настоятеля храма великомученика Георгия Победоносца в Армянске протоиерея Владимира Веселицкого, где привязали его к столбу верёвками и стали подвергать мучительным пыткам, от чего священник умер. Его тело убийцы бросили на городской площади и запретили хоронить.